# Llista de topònims d'Hostalric
Llista de topònims (noms propis de lloc) del municipi d'Hostalric, a la Selva
Informació actualitzada per un bot. Els canvis manuals es perdran quan s'actualitzi!

## casa
| imatge | Nom                                      | Ubicat a  | instància de | Detalls                                                    | coordenades                                                                        | Protecció                                  | Commons (més fotos)                           | Dades a WD                    |
| ------ | ---------------------------------------- | --------- | ------------ | ---------------------------------------------------------- | ---------------------------------------------------------------------------------- | ------------------------------------------ | --------------------------------------------- | ----------------------------- |
|        | Ca l'Agell                               | Hostalric | casa         | Estil: arquitectura modernista noucentisme                 | 41° 44′ 46″ N, 2° 38′ 14″ E / 41.746°N,2.63733°E ca:Carrer Major, 47-49            | bé integrant del patrimoni cultural català | Ca l'Agell (Hostalric)                        | Modifica les dades a Wikidata |
|        | Ca l'Humet                               | Hostalric | casa         | Estil: arquitectura popular                                | 41° 44′ 45″ N, 2° 38′ 11″ E / 41.7457°N,2.63641°E                                  | bé integrant del patrimoni cultural català | Ca l'Humet (Hostalric)                        | Modifica les dades a Wikidata |
|        | Ca la Siseta                             | Hostalric | casa         | Estil: arquitectura popular                                | 41° 44′ 45″ N, 2° 38′ 06″ E / 41.7458°N,2.63501°E                                  | bé integrant del patrimoni cultural català | Ca la Siseta (Hostalric)                      | Modifica les dades a Wikidata |
|        | Can Bassagoda                            | Hostalric | casa         | Estil: arquitectura popular                                | 41° 44′ 45″ N, 2° 38′ 12″ E / 41.7457°N,2.63679°E                                  | bé integrant del patrimoni cultural català | Can Bassagoda (Hostalric)                     | Modifica les dades a Wikidata |
|        | Can Bonet                                | Hostalric | casa         | Estil: arquitectura popular                                | 41° 44′ 46″ N, 2° 38′ 12″ E / 41.7462°N,2.63668°E                                  | bé integrant del patrimoni cultural català | Can Bonet (Hostalric)                         | Modifica les dades a Wikidata |
|        | Can Buscatells                           | Hostalric | casa         | Estil: arquitectura eclèctica                              | 41° 44′ 45″ N, 2° 38′ 18″ E / 41.7459°N,2.63838°E                                  | bé integrant del patrimoni cultural català | Can Buscatells (Hostalric)                    | Modifica les dades a Wikidata |
|        | Can Busquets                             | Hostalric | casa         | Estil: arquitectura eclèctica                              | 41° 44′ 46″ N, 2° 38′ 13″ E / 41.7462°N,2.637°E                                    | bé integrant del patrimoni cultural català | Can Busquets (Hostalric)                      | Modifica les dades a Wikidata |
|        | Can Calls                                | Hostalric | casa         | Estil: arquitectura eclèctica                              | 41° 44′ 46″ N, 2° 38′ 23″ E / 41.746°N,2.63986°E                                   | bé integrant del patrimoni cultural català | Can Calls (Hostalric)                         | Modifica les dades a Wikidata |
|        | Can Codina                               | Hostalric | casa         | Estil: arquitectura popular                                | 41° 44′ 45″ N, 2° 38′ 20″ E / 41.7459°N,2.63888°E                                  | bé integrant del patrimoni cultural català | Can Codina (Hostalric)                        | Modifica les dades a Wikidata |
|        | Can Coll                                 | Hostalric | casa         | Estil: arquitectura eclèctica                              | 41° 44′ 45″ N, 2° 38′ 12″ E / 41.7457°N,2.6366°E                                   | bé integrant del patrimoni cultural català | Can Coll (Hostalric)                          | Modifica les dades a Wikidata |
|        | Can Coma                                 | Hostalric | casa         | Estil: arquitectura popular                                | 41° 44′ 44″ N, 2° 38′ 32″ E / 41.7455°N,2.64215°E                                  | bé integrant del patrimoni cultural català | Can Coma (Hostalric)                          | Modifica les dades a Wikidata |
|        | Can Elias                                | Hostalric | casa         | Estil: arquitectura eclèctica                              | 41° 44′ 46″ N, 2° 38′ 20″ E / 41.746°N,2.63898°E                                   | bé integrant del patrimoni cultural català | Can Elias (Hostalric)                         | Modifica les dades a Wikidata |
|        | Can Fortuny del carrer Major             | Hostalric | casa         | Estil: arquitectura popular                                | 41° 44′ 45″ N, 2° 38′ 06″ E / 41.7458°N,2.63493°E                                  | bé integrant del patrimoni cultural català | Can Fortuny, c. Major (Hostalric)             | Modifica les dades a Wikidata |
|        | Can Fortuny del carrer Verge dels Socors | Hostalric | casa         | Estil: arquitectura popular                                | 41° 44′ 45″ N, 2° 38′ 11″ E / 41.7457°N,2.63649°E ca:Socors, 5                     | bé integrant del patrimoni cultural català | Can Fortuny (c. Verge dels Socors)            | Modifica les dades a Wikidata |
|        | Can Julià                                | Hostalric | casa         | Estil: arquitectura popular                                | 41° 44′ 46″ N, 2° 38′ 08″ E / 41.7461°N,2.63565°E                                  | bé integrant del patrimoni cultural català | Can Julià (Hostalric)                         | Modifica les dades a Wikidata |
|        | Can Llach                                | Hostalric | casa         | Estil: arquitectura popular                                | 41° 44′ 45″ N, 2° 38′ 19″ E / 41.7459°N,2.63865°E                                  | bé integrant del patrimoni cultural català | Can Llach (Hostalric)                         | Modifica les dades a Wikidata |
|        | Can Llença                               | Hostalric | casa         | Estil: arquitectura modernista                             | 41° 44′ 46″ N, 2° 38′ 15″ E / 41.74599°N,2.63749°E ca:Carrer Major, 45             | bé cultural d'interès local                | Can Llença (Hostalric)                        | Modifica les dades a Wikidata |
|        | Can Llibre                               | Hostalric | casa         | Estil: arquitectura popular                                | 41° 44′ 45″ N, 2° 38′ 14″ E / 41.7457°N,2.63731°E                                  | bé integrant del patrimoni cultural català | Can Llibre (Hostalric)                        | Modifica les dades a Wikidata |
|        | Can Lluís Sastre                         | Hostalric | casa         | Estil: neoclassicisme                                      | 41° 44′ 46″ N, 2° 38′ 15″ E / 41.7461°N,2.63756°E                                  | bé integrant del patrimoni cultural català | Can Lluís Sastre (Hostalric)                  | Modifica les dades a Wikidata |
|        | Can Masoller                             | Hostalric | casa         | Estil: arquitectura popular                                | 41° 44′ 45″ N, 2° 38′ 13″ E / 41.7457°N,2.63691°E                                  | bé integrant del patrimoni cultural català | Can Masoller (Hostalric)                      | Modifica les dades a Wikidata |
|        | Can Moisac                               | Hostalric | casa         | Estil: arquitectura popular                                | 41° 44′ 45″ N, 2° 38′ 06″ E / 41.7459°N,2.63496°E                                  | bé integrant del patrimoni cultural català | Can Moisac (Hostalric)                        | Modifica les dades a Wikidata |
|        | Can Paraire                              | Hostalric | casa         | Estil: neoclassicisme                                      | 41° 44′ 46″ N, 2° 38′ 16″ E / 41.746°N,2.63774°E ca:Major, 39                      | bé integrant del patrimoni cultural català | Can Paraire (Hostalric)                       | Modifica les dades a Wikidata |
|        | Can Piqué                                | Hostalric | casa         | Estil: arquitectura popular                                | 41° 44′ 45″ N, 2° 38′ 11″ E / 41.7457°N,2.63628°E                                  | bé integrant del patrimoni cultural català | Can Piqué (Hostalric)                         | Modifica les dades a Wikidata |
|        | Can Plans                                | Hostalric | casa         | Estil: noucentisme                                         | 41° 44′ 45″ N, 2° 38′ 20″ E / 41.7459°N,2.63895°E                                  | bé integrant del patrimoni cultural català | Can Plans (Hostalric)                         | Modifica les dades a Wikidata |
|        | Can Riereta                              | Hostalric | casa         | Estil: arquitectura popular                                | 41° 44′ 46″ N, 2° 38′ 09″ E / 41.7461°N,2.63585°E ca:Major, 108                    | bé integrant del patrimoni cultural català | Can Riereta (Hostalric)                       | Modifica les dades a Wikidata |
|        | Can Silvestre Humet                      | Hostalric | casa         | Estil: arquitectura eclèctica                              | 41° 44′ 47″ N, 2° 38′ 22″ E / 41.7463°N,2.63939°E                                  | bé integrant del patrimoni cultural català | Can Silvestre Humet (Hostalric)               | Modifica les dades a Wikidata |
|        | Can Vendrell                             | Hostalric | casa         | Estil: arquitectura eclèctica                              | 41° 44′ 46″ N, 2° 38′ 08″ E / 41.7461°N,2.63559°E                                  | bé integrant del patrimoni cultural català | Can Vendrell (Hostalric)                      | Modifica les dades a Wikidata |
|        | Can Verneda                              | Hostalric | casa         | Estil: arquitectura popular                                | 41° 44′ 45″ N, 2° 38′ 06″ E / 41.7457°N,2.63513°E                                  | bé integrant del patrimoni cultural català | Can Verneda (Hostalric)                       | Modifica les dades a Wikidata |
|        | Can Vic                                  | Hostalric | casa         | Estil: arquitectura modernista                             | 41° 44′ 45″ N, 2° 38′ 19″ E / 41.7459°N,2.63874°E ca:Carrer Major, 9               | bé integrant del patrimoni cultural català | Can Vic (Hostalric)                           | Modifica les dades a Wikidata |
|        | Casa Falgueras                           | Hostalric | casa         | Estil: arquitectura gòtica                                 | 41° 44′ 46″ N, 2° 38′ 13″ E / 41.74606°N,2.63701°E ca:Major, 59 / Plaça de la Vila | bé cultural d'interès local                | Casa Falgueras                                | Modifica les dades a Wikidata |
|        | Casa del carrer Baixada de l'Estació     | Hostalric | casa         | Estil: arquitectura eclèctica Estat: enderrocat o destruït |                                                                                    | bé integrant del patrimoni cultural català |                                               | Modifica les dades a Wikidata |
|        | casa al carrer Raval, 2                  | Hostalric | casa         | Estil: arquitectura popular                                | 41° 44′ 45″ N, 2° 38′ 23″ E / 41.7458°N,2.63982°E                                  | bé integrant del patrimoni cultural català | Casa al carrer Raval, 2 (Hostalric)           | Modifica les dades a Wikidata |
|        | casa al carrer del Forn, 15              | Hostalric | casa         |                                                            | 41° 44′ 44″ N, 2° 38′ 14″ E / 41.7456°N,2.63715°E                                  | bé integrant del patrimoni cultural català | Casa al carrer del Forn, 15 (Hostalric)       | Modifica les dades a Wikidata |
|        | habitatge al carrer Higini Negra, 2      | Hostalric | casa         |                                                            | 41° 44′ 46″ N, 2° 38′ 10″ E / 41.746°N,2.63614°E                                   | bé integrant del patrimoni cultural català | Habitatge al carrer Higini Negra, 2           | Modifica les dades a Wikidata |
|        | habitatge al carrer Major, 17            | Hostalric | casa         | Estil: arquitectura eclèctica                              | 41° 44′ 45″ N, 2° 38′ 19″ E / 41.7459°N,2.63854°E                                  | bé integrant del patrimoni cultural català | Habitatge al carrer Major, 17 (Hostalric)     | Modifica les dades a Wikidata |
|        | habitatge al carrer Major, 37            | Hostalric | casa         | Estil: arquitectura eclèctica                              | 41° 44′ 45″ N, 2° 38′ 16″ E / 41.7459°N,2.63789°E                                  | bé integrant del patrimoni cultural català | Habitatge al carrer Major, 37 (Hostalric)     | Modifica les dades a Wikidata |
|        | habitatge al carrer Ravalet, 34          | Hostalric | casa         | Estil: arquitectura eclèctica                              | 41° 44′ 43″ N, 2° 38′ 33″ E / 41.7452°N,2.64248°E                                  | bé integrant del patrimoni cultural català | Habitatge al carrer Ravalet, 34               | Modifica les dades a Wikidata |
|        | habitatge al carrer del Forn, 7          | Hostalric | casa         | Estil: arquitectura popular                                | 41° 44′ 45″ N, 2° 38′ 14″ E / 41.7457°N,2.6373°E                                   | bé integrant del patrimoni cultural català | Habitatge al carrer del Forn, 7 (Hostalric)   | Modifica les dades a Wikidata |
|        | habitatges al carrer Major, 74-76        | Hostalric | casa         | Estil: arquitectura eclèctica                              | 41° 44′ 46″ N, 2° 38′ 13″ E / 41.7462°N,2.63683°E                                  | bé integrant del patrimoni cultural català | Habitatges al carrer Major, 74-76 (Hostalric) | Modifica les dades a Wikidata |

## curs d'aigua
| imatge | Nom              | Ubicat a                                   | instància de | Detalls                                   | coordenades                                                                                               | Protecció | Commons (més fotos)   | Dades a WD                    |
| ------ | ---------------- | ------------------------------------------ | ------------ | ----------------------------------------- | --- | --------- | --------------------- | ----------------------------- |
|        | la Tordera       | Selva Vallès Oriental Maresme              | curs d'aigua | Desemboca: mar Mediterrània Llarg: 61.5km | 41° 48′ 13″ N, 2° 25′ 05″ E / 41.803521°N,2.418014°E 41° 39′ 03″ N, 2° 46′ 39″ E / 41.650939°N,2.777482°E |           | Tordera River         | Modifica les dades a Wikidata |
|        | riera d'Arbúcies | Sant Feliu de Buixalleu Arbúcies Hostalric | curs d'aigua | Desemboca: la Tordera                     | 41° 48′ 23″ N, 2° 24′ 46″ E / 41.806291°N,2.412662°E 41° 43′ 53″ N, 2° 37′ 34″ E / 41.73148°N,2.626234°E  |           | Parc Riera d'Arbúcies | Modifica les dades a Wikidata |

## edifici
| imatge | Nom                                      | Ubicat a  | instància de   | Detalls                     | coordenades                                                                                          | Protecció                                  | Commons (més fotos)                                  | Dades a WD                    |
| ------ | ---------------------------------------- | --------- | -------------- | --------------------------- | --- | ------------------------------------------ | ---------------------------------------------------- | ----------------------------- |
|        | Antic Hospital de la Santíssima Trinitat | Hostalric | edifici        | Estil: arquitectura popular | 41° 44′ 46″ N, 2° 38′ 17″ E / 41.746°N,2.63811°E                                                     | bé integrant del patrimoni cultural català | Antic Hospital de la Santíssima Trinitat (Hostalric) | Modifica les dades a Wikidata |
|        | Ateneu Popular d'Hostalric               | Hostalric | edifici ateneu |                             | 41° 44′ 46″ N, 2° 38′ 18″ E / 41.746°N,2.63833°E                                                     | bé integrant del patrimoni cultural català | Ateneu Popular d'Hostalric                           | Modifica les dades a Wikidata |
|        | Can Llensa                               | Hostalric | edifici        |                             | 41° 44′ 43″ N, 2° 38′ 29″ E / 41.745159°N,2.641427°E ca:Camí dels Ollers, 1 (davant de l'Ajuntament) |                                            | Can Llensa (Hostalric)                               | Modifica les dades a Wikidata |

## masia
| imatge | Nom         | Ubicat a  | instància de | Detalls                       | coordenades                                                         | Protecció                                  | Commons (més fotos)     | Dades a WD                    |
| ------ | ----------- | --------- | ------------ | ----------------------------- | ------------------------------------------------------------------- | ------------------------------------------ | ----------------------- | ----------------------------- |
|        | Mas Bossom  | Hostalric | masia        | Estil: arquitectura popular   | 41° 44′ 27″ N, 2° 37′ 56″ E / 41.7408°N,2.63235°E                   | bé integrant del patrimoni cultural català | Mas Bossom (Hostalric)  | Modifica les dades a Wikidata |
|        | Mas Ciurana | Hostalric | masia        | Estil: arquitectura eclèctica | 41° 44′ 54″ N, 2° 37′ 55″ E / 41.7483°N,2.6319°E                    | bé integrant del patrimoni cultural català | Mas Ciurana (Hostalric) | Modifica les dades a Wikidata |
|        | la Caseta   | Hostalric | masia        |                               | 41° 44′ 55″ N, 2° 38′ 24″ E / 41.7487455762411°N,2.63988408198896°E |                                            |                         | Modifica les dades a Wikidata |
|        | la Farga    | Hostalric | masia        |                               | 41° 44′ 03″ N, 2° 38′ 07″ E / 41.7341933889274°N,2.63519153937896°E |                                            |                         | Modifica les dades a Wikidata |

## torre de defensa
| imatge | Nom                | Ubicat a  | instància de                               | Detalls | coordenades                                                                                        | Protecció | Commons (més fotos)           | Dades a WD                    |
| ------ | ------------------ | --------- | ------------------------------------------ | ------- | -------------------------------------------------------------------------------------------------- | --------- | ----------------------------- | ----------------------------- |
|        | Torre de Barcelona | Hostalric | torre de defensa                           |         | 41° 44′ 44″ N, 2° 38′ 05″ E / 41.7455585224469°N,2.63463410760877°E                                |           | Torre de Barcelona            | Modifica les dades a Wikidata |
|        | Torre de l'Ararà   | Hostalric | torre de defensa                           |         | 41° 44′ 46″ N, 2° 38′ 07″ E / 41.746236407423°N,2.63537594020164°E ca:Ronda d'Ararà                |           | Torre de l'Ararà              | Modifica les dades a Wikidata |
|        | Torre del Convent  | Hostalric | torre de defensa estructura arquitectònica |         | 41° 44′ 45″ N, 2° 38′ 30″ E / 41.74593734741211°N,2.6416211128234863°E ca:Av. Coronel Estrada      |           |                               | Modifica les dades a Wikidata |
|        | Torre dels Bous    | Hostalric | torre de defensa                           |         | 41° 44′ 46″ N, 2° 38′ 20″ E / 41.7461306352342°N,2.63896058803576°E                                |           | Torre dels Bous (Hostalric)   | Modifica les dades a Wikidata |
|        | Torre dels Cabrera | Hostalric | torre de defensa                           |         | 41° 44′ 46″ N, 2° 38′ 16″ E / 41.7461903530504°N,2.63790187547751°E                                |           | Torre dels Cabrera            | Modifica les dades a Wikidata |
|        | Torre dels Frares  | Hostalric | torre de defensa                           |         | 41° 44′ 44″ N, 2° 38′ 29″ E / 41.745525474224°N,2.64129719673152°E ca:Ravalet, davant l'Ajuntament |           | Torre dels Frares (Hostalric) | Modifica les dades a Wikidata |

## Misc
| imatge | Nom                            | Ubicat a  | instància de                                                                   | Detalls                                         | coordenades | Protecció                                            | Commons (més fotos)            | Dades a WD                    |
| ------ | ------------------------------ | --------- | ------------------------------------------------------------------------------ | ----------------------------------------------- | --- | ---------------------------------------------------- | ------------------------------ | ----------------------------- |
|        | Casa de la Vila d'Hostalric    | Hostalric | casa consistorial Ús: casa consistorial friary                                 | Estil: arquitectura modernista                  | 41° 44′ 45″ N, 2° 38′ 29″ E / 41.7459°N,2.64135°E ca:Carrer Raval, 43                                               | bé cultural d'interès local                          | Casa de la Vila (Hostalric)    | Modifica les dades a Wikidata |
|        | Castell d'Hostalric            | Hostalric | castell                                                                        | Estil: arquitectura popular                     | 41° 44′ 38″ N, 2° 38′ 01″ E / 41.743888888889°N,2.6336111111111°E ca:Av. Fortalesa s/n. Turó del Castell 189 msnm   | bé d'interès cultural bé cultural d'interès nacional | Muralla i castell d'Hostalric  | Modifica les dades a Wikidata |
|        | Estació d'Hostalric            | Hostalric | estació de ferrocarril                                                         |                                                 | 41° 44′ 52″ N, 2° 37′ 54″ E / 41.74777777777778°N,2.631666666666667°E 85 msnm                                       |                                                      | Hostalric train station        | Modifica les dades a Wikidata |
|        | Hostalric                      | Hostalric | entitat singular de població ens local històric de Catalunya capital municipal | 4443 hab                                        | 41° 45′ 00″ N, 2° 38′ 00″ E / 41.75°N,2.63333°E 113 msnm                                                            |                                                      |                                | Modifica les dades a Wikidata |
|        | Molí d'Hostalric               | Hostalric | molí d'aigua                                                                   | Estil: arquitectura popular                     | 41° 44′ 43″ N, 2° 38′ 20″ E / 41.7453°N,2.63895°E ca:Camí que surt des de la Plaça dels Bous, direcció a la Tordera | bé integrant del patrimoni cultural català           | Molí d'Hostalric               | Modifica les dades a Wikidata |
|        | Polígon industrial Les Pinedes | Hostalric | polígon industrial                                                             |                                                 | 41° 44′ 23″ N, 2° 37′ 17″ E / 41.7396067072687°N,2.6212951648781°E                                                  |                                                      |                                | Modifica les dades a Wikidata |
|        | Rectoria d'Hostalric           | Hostalric | rectoria                                                                       | Estil: arquitectura eclèctica                   | 41° 44′ 46″ N, 2° 38′ 14″ E / 41.74604°N,2.63715°E ca:Major, 55                                                     | bé cultural d'interès local                          | Rectoria (Hostalric)           | Modifica les dades a Wikidata |
|        | Santa Maria d'Hostalric        | Hostalric | església                                                                       | Estil: arquitectura gòtica arquitectura barroca | 41° 44′ 44″ N, 2° 38′ 09″ E / 41.7456°N,2.63583°E ca:Verge dels Socors, 15                                          | bé cultural d'interès local                          | Santa Maria d'Hostalric        | Modifica les dades a Wikidata |
|        | cementiri d'Hostalric          | Hostalric | cementiri                                                                      | Estil: arquitectura modernista                  | 41° 44′ 33″ N, 2° 37′ 49″ E / 41.7426°N,2.63016°E                                                                   | bé integrant del patrimoni cultural català           | Cementiri (Hostalric)          | Modifica les dades a Wikidata |
|        | cova del Relliguer             | Hostalric | cova                                                                           | Estil: arquitectura popular                     | 41° 44′ 44″ N, 2° 38′ 06″ E / 41.7456°N,2.63499°E ca:Relliguer                                                      | bé integrant del patrimoni cultural català           | Cova del Relliguer (Hostalric) | Modifica les dades a Wikidata |
|        | les Mines                      | Hostalric | mina d'aigua                                                                   |                                                 | 41° 44′ 43″ N, 2° 38′ 07″ E / 41.7453°N,2.63525°E                                                                   | bé integrant del patrimoni cultural català           |                                | Modifica les dades a Wikidata |
|        | plaça dels Bous                | Hostalric | plaça                                                                          | Estil: arquitectura popular                     | 41° 44′ 46″ N, 2° 38′ 22″ E / 41.746°N,2.63941°E                                                                    | bé integrant del patrimoni cultural català           | Plaça dels Bous (Hostalric)    | Modifica les dades a Wikidata |